# 弗里斯灣
67°44′S 45°39′E / 67.733°S 45.650°E
弗里斯灣（英語：Freeth Bay）是南極洲的海灣，位於恩德比地，寬5公里，處於斯普納灣以西12英里，該海灣根據澳大利亞研究隊在1956年拍攝的空中照片繪入地圖，現時由南極條約體系管理。